# Jamila Abitar

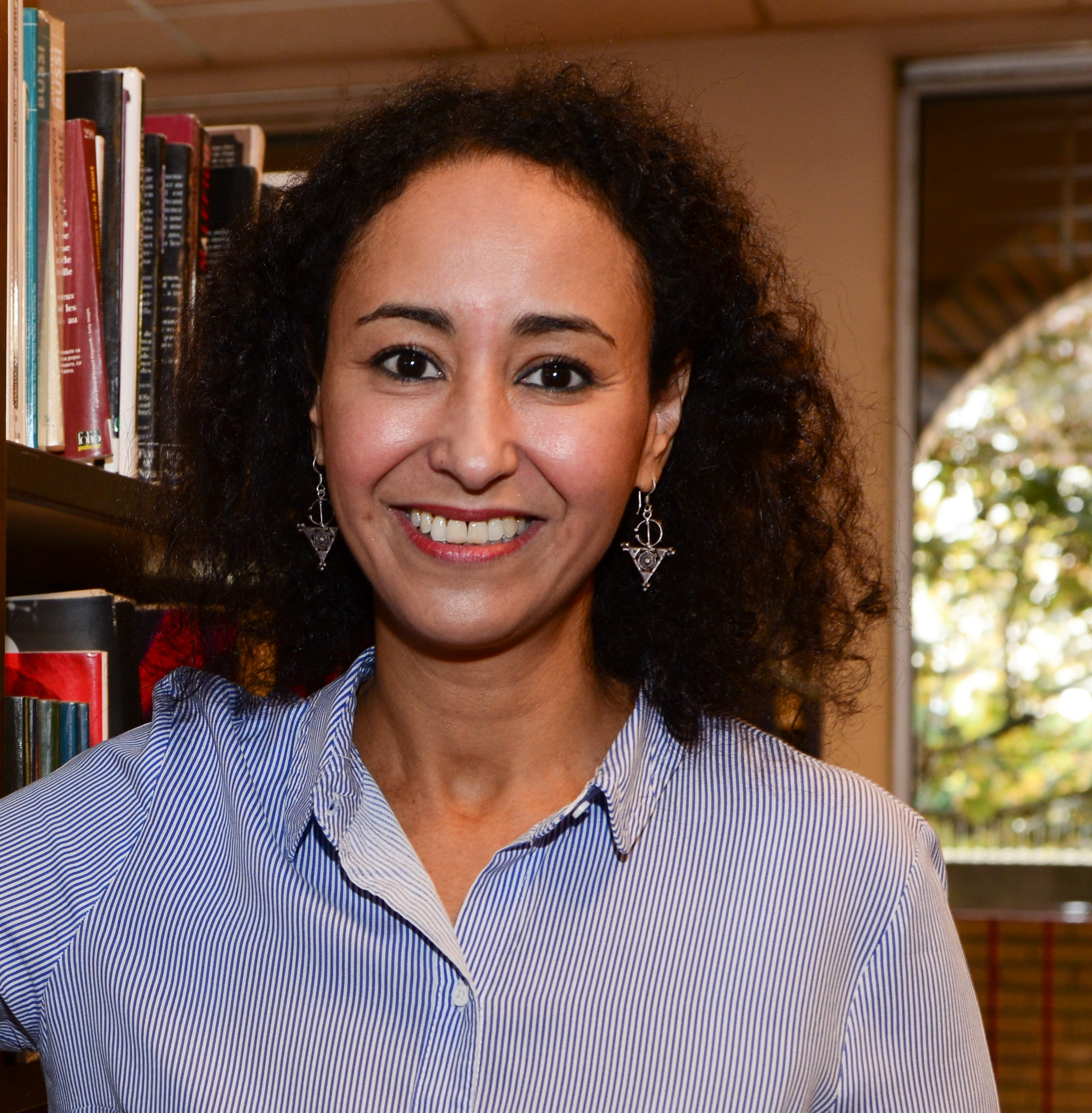
Jamila Abitar (2017)

Jamila Abitar (arabisch جميلة أبطار, DMG Ǧamīla Abiṭār; * 9. Mai 1969 in Marrakesch) ist eine marokkanische Lyrikerin. 
Abitar studierte Rechtswissenschaft und arbeitete unter anderem in der Universitätsverwaltung, für die UNESCO und in einer Bibliothek in Cachan, einer Gemeinde im Val-de-Marne. Zu ihren Mentoren zählt der Dichter Leopold Congo-Mbemba, der sie davon überzeugte, ihre Gedichte publik zu machen. Ihr Werk dreht sich thematisch um das Leben in ihrer Heimatstadt Marrakesch.
Abitar lebt in Frankreich.

## Werke
- L'Oracle des fellahs, 2000
- L'Aube sous les dunes, 2001
- Le Bleu infini, 2009
- À Marrakech, derrière la Koutoubia, 2012